# Volksgrenadier
Volksgrenadier (Granatiere del Popolo, talvolta scritto Volks-Grenadier, al plurale Volksgrenadiere) fu il nome assegnato nella Germania della seconda guerra mondiale ad una nuova tipologia di divisioni di fanteria della Wehrmacht create a partire dalla seconda metà del 1944, dopo le spaventose perdite subite sul fronte orientale durante l'operazione Bagration (che vide la distruzione del Gruppo Armate Centro) e sul fronte occidentale in Normandia (con la perdita della Quinta Armata Corazzata). Il nome era pensato soprattutto per alzare il morale unendo il richiamo nazionalistico del Volk (popolo) con le tradizioni militari settecentesche dei granatieri di Federico il Grande. In totale furono create 78 Divisioni di Volksgrenadiere, da non confondersi con le milizie della Volkssturm, rispetto alle quali godevano di un addestramento e di armamenti migliori e standardizzati.

## Storia
Le emergenze strategiche sui vari fronti e la cronica carenza di uomini a causa delle spaventose perdite della prima metà del 1944, convinse il comando tedesco a riconsiderare profondamente l'organizzazione delle forze armate, creando delle nuove divisioni di fanteria che economicizzassero la necessità di personale e materiale, ponendo l'enfasi più sulla capacità difensiva che su quella di attacco. Le nuove divisioni di Volksgrenadiere vennero riorganizzate per comprendere solo sei battaglioni di fanteria di linea anziché i nove di una divisione di fanteria standard, e vennero inoltre incrementate le quantità di mitragliatrici e armi automatiche e anticarro, andando a favorire la potenza di fuoco a corto-medio raggio anziché sul lungo raggio. Armi come lo Sturmgewehr 44 e il Panzerfaust furono largamente utilizzate per armare i Volkgrenadiere. Inoltre un reggimento di fanteria e due compagnie di genieri vennero forniti di biciclette per il trasporto, anziché di veicoli a motore.

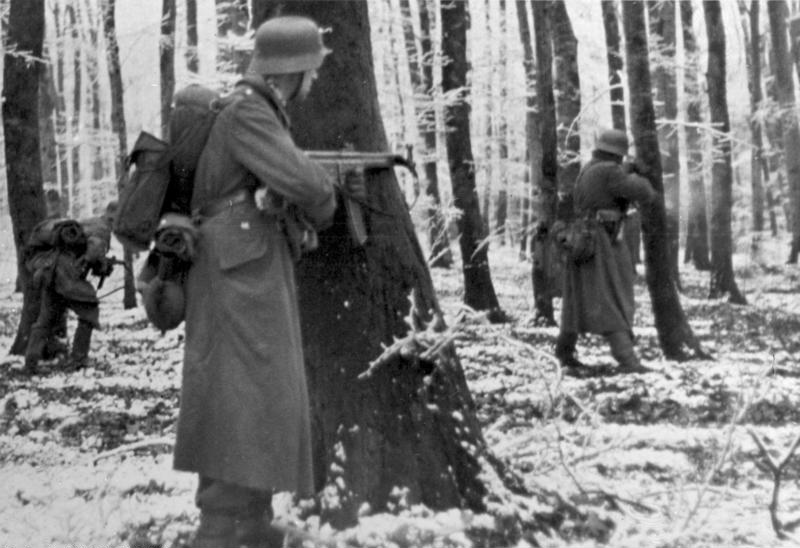
Un gruppo di Volksgrenadiere durante l'offensiva delle Ardenne, Lussemburgo, dicembre 1944

## Impiego
Le VolksGrenadier Divisionen furono impiegate sia sul fronte occidentale (nella battaglia di Aquisgrana, nell'Offensiva delle Ardenne, nella difesa della Linea Sigfrido compresa la Battaglia della Foresta di Hürtgen, per finire con la difesa contro l'invasione alleata della Germania), sia sul fronte orientale nella difesa del Reich; la loro efficacia fu molto variabile, ma alcune (come la 12. Volksgrenadier Division) dettero buona prova di sè, partecipando anche alle ultime controffensive tedesche.

### Organizzazione
L'organizzazione di queste divisioni era incentrata intorno a nuclei limitati di soldati e ufficiali veterani, integrata con qualsiasi personale disponibile: ufficiali a riposo, truppe non essenziali della Luftwaffe e della Kriegsmarine, uomini inizialmente considerati troppo vecchi o inadatti per prestare il servizio militare in tempo di pace, sopravvissuti di unità distrutte, oltre a giovani uomini e adolescenti delle classi di leva dal 1922 fino al 1927.
- Comando di divisione
  - Plotone di polizia militare
  - Plotone di manutenzione
  - Truppe amministrative
  - Truppe mediche
  - Truppe veterinarie
- Battaglione di comunicazioni
  - Compagnia telefonica
  - Compagnia radiofonica
- 3 Reggimenti granatieri
  - Comando di reggimento
    - Plotone comunicazioni
    - Plotone genio-pionieri
    - Plotone ricognizione (motociclisti o ciclisti)

  - 2 battaglioni di granatieri
    - Comando di battaglione
    - 3 Compagnie granatieri (potevano essere montati su biciclette)
      - Comando di compagnia
      - Plotone di fucilieri d'assalto (9 MG 42, StG 44 e Panzerfaust)
      - Plotone di fucilieri d'assalto (9 MG 42, StG 44 e Panzerfaust)
      - Plotone di fucilieri (9 MG 42, Kar 98 K e Panzerfaust)
      - Plotone di armi pesanti (8 mitragliatrici su cavalletto MG 42, 6 mortai medi da 8 cm Granatwerfer 34), 4 obici da fanteria 7,5 cm leIG 18)

    - Compagnia armi pesanti di supporto (8 mortai pesanti da 12 cm Granatwerfer 42 e 4 obici da fanteria da 7,5 cm leIG 18)
    - Compagnia di lanciarazzi anticarro (72 RPzB 43 Panzerschreck di cui 18 senza personale)
- Battaglione anticarro
  - Comando di Battaglione
  - Compagnia anticarro (motorizzata) con 9 pezzi (7,5 cm PaK 40)
  - Compagnia anticarro (semovente) con 14 mezzi (Sturmgeschütz III o IV o Jagdpanzer 38(t) Hetzer o Marder III H/M)
  - Compagnia antiaerea (semovente) con 9 pezzi ( 3,7 cm FlaK 36/37)
- Reggimento di artiglieria
  - Comando di reggimento
  - Battaglione di cannoni leggeri su 3 batterie da 6 pezzi ciascuna (7,5 cm FK 38 o 7,5 cm PaK 40)
  - Battaglione di obici leggeri su 2 batterie da 6 pezzi ciascuna (10,5 cm leFH 18M)
  - Battaglione di obici leggeri su 2 batterie da 6 pezzi ciascuna (10,5 cm leFH 18M)
  - Battaglione di obici pesanti su 2 batterie da 6 pezzi ciascuna (15 cm sFH 18)
- Battaglione del Genio-Pionieri
  - Comando di Battaglione
  - Compagnia di genieri (potevano essere montati su biciclette)
  - Compagnia di genieri (potevano essere montati su biciclette)
- Reggimento di approvvigionamento
  - 4 o 5 compagnie di approvvigionamento

## Divisioni Volksgrenadier
6. | 9. | 12. | 16. | 18. | 19. | 22. | 26. | 31. | 36. | 45. | 46. | 47. | 61. | 62. | 78. | 79. | 98. | 167. | 211. | 212. | 246. | 256. | 257. | 271. | 272. | 276. | 277. | 278. | 320. | 326. | 334. | 337. | 340. | 347. | 349. | 352. | 361. | 363. | 462. | 541. | 542. | 544. | 545. | 547. | 548. | 549. | 551. | 553. | 558. | 559. | 560. | 561. | 562. | 563. | 564. | 565 | 566. | 567. | 568 | 569. | 570 | 571. | 572. | 573. | 574. | 575. | 576. | 577. | 578. | 579. | 580. | 581 | 582 | 583. | 584. | 585. | 586. | 587. | 588. | 708.